# 樊恆安
樊恆安（英語：Joseph Fan Heng-nfan，1882年10月16日—1975年，聖名：若瑟），是天主教中國籍主教，並是首任集寧教區主教。

## 生平
樊恆安出生於1882年10月16日的大清帝國河北省崇禮。1910年9月24 日晉鐸。
1933年1月10日，樊恆安獲時任教宗庇護十一世任命為集寧宗座代牧區宗座代牧，領銜帕福斯教區主教。同年6月11日，他在羅馬聖伯多祿大殿由教宗庇護十一世親自祝聖晉牧。
1946年4月11日，聖座決定在中國實行聖統制，集寧宗座代牧區獲升格為集寧教區，樊恆安也成為首任集寧教區正權主教。在任期間，曾發生日本侵華及國共內戰。1949年10月1日，中國共產黨在大陸地區建立中華人民共和國，並開始針對天主教進行迫害及打壓。
1975年，樊恆安在中國集寧去世，享年92歲。